# Pesena de las Minas
Pesena de las Minas (en francès Pézènes-les-Mines) és un municipi occità del LLenguadoc, situat al departament de l'Erau, a la regió de [[Occitània]].

## Demografia

Població 1962-2008